# Miss Miliardo: una favola moderna
Miss Miliardo: una favola moderna (Rich Girl) è un film del 1991 diretto da Joel Bender.

## Trama
Una ricca ereditiera (Jill Schoelen) si innamora di un cantante conosciuto nel nightclub dove lavora in incognito come cameriera.